# 菲爾斯滕費爾德
菲爾斯滕費爾德（德語發音：[ˈfʏʁstn̩fɛlt]）是奧地利施泰爾馬克州的城市，位於該國東南部，始建於1170年左右，面積15.16平方公里，海拔高度276米，2012年人口5,984。

## 外部連結
- 官方網站 （页面存档备份，存于） （德文） / （英文） / （匈牙利文）